# Diocesi di Siene
La diocesi di Siene (in latino Dioecesis Syenitana) è una sede soppressa e sede titolare della Chiesa cattolica.

## Storia
Siene, identificabile con Assuan in Egitto, è un'antica sede episcopale della provincia romana della Tebaide Seconda nella diocesi civile d'Egitto. Faceva parte del patriarcato di Alessandria ed era suffraganea dell'arcidiocesi di Tolemaide.
Sono diversi i vescovi noti di quest'antica diocesi egiziana, che era la più meridionale dell'Egitto ai confini con la Nubia. Siene e la sua regione ricevettero attorno al 330 la visita di Atanasio di Alessandria, ed è presumibile che fu in quest'occasione che venne istituita la sede episcopale.
Nella lettera festale XIX di Atanasio, del 347, vengono riportati i nomi di vescovi deceduti di diverse sedi egiziane e i nomi di coloro che furono nominati al loro posto. Per la sede di Siene al defunto Nilammone succedette un vescovo con lo stesso nome. Nilammone II era ancora in carica nel 356, anno in cui fu esiliato, assieme ad altri vescovi, durante la persecuzione di Giorgio di Alessandria.
Secondo un sinassario copto-arabo, a Siene alla morte del vescovo Valerio il popolo scelse come suo vescovo il santo Ammonio, che fu consacrato dal patriarca Timoteo di Alessandria (380-385). Poco dopo la stessa procedura fu seguita alla morte di un vescovo, di cui non è fatto il nome; il popolo scelse il monaco Hadra, che fu consacrato da Teofilo di Alessandria (385-412).
Il vescovo Appio è documentato da un papiro, datato tra il 425 e il 450, che riporta una lettera che il vescovo scrisse all'imperatore Teodosio II per lamentarsi della difficile situazione in cui versa la sua diocesi, esposta continuamente alle incursioni dei barbari, e per domandare che la guarnigione militare di Siene fosse sottoposta al suo comando.
Le Quien aggiunge un martire, Ammonio, messo a morte a Antinoe, dove esisteva una chiesa in suo onore. L'autore non riporta nessuna indicazione cronologica relativa a questo santo.
Dal XIX secolo Siene è annoverata tra le sedi vescovili titolari della Chiesa cattolica; la sede è vacante dal 13 aprile 1984.

## Cronotassi

### Vescovi residenti
- Nilammone I † (? - circa 347 deceduto)
- Nilammone II † (circa 347 - dopo il 356)
- Valerio † (? deceduto)
- Ammonio † (consacrato tra il 380 e il 385)
- Hadra † (consacrato tra il 385 e il 412)[7]
- Appio † (menzionato tra il 425 e il 450)
- Sant'Ammonio † (?)

### Vescovi titolari
- Theotimus Jozef Verhaegen, O.F.M. † (27 aprile 1900 - 19 luglio 1904 deceduto)
- Francisco Ferreira da Silva † (14 novembre 1904 - 8 maggio 1920 deceduto)
- Prudencio Contardo Ibarra, C.SS.R. † (15 giugno 1920 - 14 dicembre 1925 nominato vescovo di Temuco)
- Norbert Klein, O.T. † (4 gennaio 1926 - 10 marzo 1933 deceduto)
- James Anthony Walsh, M.M. † (20 aprile 1933 - 14 aprile 1936 deceduto)
- Mariano Simon Garriga † (20 giugno 1936 - 15 marzo 1949 succeduto vescovo di Corpus Christi)
- John Benjamin Grellinger † (16 maggio 1949 - 13 aprile 1984 deceduto)